# Elecciones para gobernador de Virginia de 1776
Las elecciones para gobernador de Virginia de 1776 fueron la primera elección de gobernador de la recién independizada Mancomunidad de Virginia. Se celebró el 29 de junio de 1776, cuarenta y cinco días después de la adopción de la Resolución de Lee por la Quinta Convención de Virginia que afirmaba la independencia de las Trece Colonias de Gran Bretaña. La elección se llevó a cabo de conformidad con las disposiciones de la Constitución de Virginia, que había sido adoptada por la convención el mismo día y entró en vigor de inmediato. Patrick Henry, un destacado defensor de la independencia que había servido como delegado al Primer Congreso Continental, fue elegido gobernador por mayoría de votos, derrotando a Thomas Nelson Jr. y John Page.
La nueva Constitución exigía que el Gobernador de Virginia fuera elegido por los votos de la Asamblea general de Virginia en sesión conjunta. La Convención de Virginia, como la legislatura provisional de la mancomunidad, realizó esta función en la elección de 1776. Antes de 1830, el gobernador cumplía un mandato de un año, renovable no más de tres veces en un período de siete años. Enrique fue reelegido cuatro veces: dos veces consecutivas en 1777 y 1778, y nuevamente en 1784 y 1785, para servir un total de cinco mandatos consecutivos en el cargo.

## Antecedentes
La Quinta Convención de Virginia se reunió en Williamsburg el 6 de mayo de 1776 en medio de un apoyo cada vez más generalizado a la independencia entre los patriotas que apoyaron la Revolución Americana. El 15 de mayo de 1776, la convención aprobó una resolución que instruía a los delegados de Virginia en el Segundo Congreso Continental a apoyar una declaración formal de independencia absolviendo a las Trece Colonias de su lealtad al Imperio Británico. El Congreso votó para adoptar la Resolución de Lee el 2 de julio, precipitando la aprobación de la Declaración de Independencia de los Estados Unidos.
Mientras el Congreso debatía la independencia, la Convención de Virginia tomó medidas para establecer las bases de una mancomunidad independiente. Una Declaración de Derechos fue introducida en la convención el 27 de mayo y adoptada el 12 de junio; el 29 de junio, los delegados votaron unánimemente para adoptar la propuesta de Constitución de Virginia. Con la Constitución ya en vigor, las elecciones para gobernador y fiscal general procedieron de inmediato.

## Sistema electoral
La Constitución de 1776 exigía que el gobernador y otros funcionarios ejecutivos fueran elegidos por una sesión conjunta de la Asamblea General, con la mayoría de los votos emitidos necesarios para elegir al gobernador. El gobernador fue elegido por un período de un año y limitado a tres mandatos en un período de siete años. Con la primera Asamblea General aún no elegida, la Convención de Virginia llevó a cabo la elección del primer gobernador y fiscal general. La elección se llevó a cabo por votación secreta; en total, 106 delegados a la Convención de Virginia emitieron votos para gobernador.

## Resultados
La Convención de Virginia eligió a Henry por una mayoría de 60 votos electorales contra 45 para su competidor más cercano, Thomas Nelson. George Wythe, James Madison, Bartholomew Dandridge y William Roscoe Wilson Curl fueron designados para inspeccionar las boletas e informar a Henry de su elección.
| Candidato a gobernador | Partido     | Voto electoral | Voto electoral |
| Candidato a gobernador | Partido     | Conteo         | %              |
| ---------------------- | ----------- | -------------- | -------------- |
| Patrick Henry          | Apartidista | 60             | 56,60%         |
| Thomas Nelson Jr.      | Apartidista | 45             | 42,45%         |
| Jhon Page              | Apartidista | 1              | 0,94%          |
| Total                  | Total       | 106            | 100%           |